# Botines (serie de televisión)
Botines es una serie de televisión argentina que fue emitido por Canal 13 en 2005 bajo la producción de Pol-ka Producciones y protagonizado por un elenco rotativo.

## Argumento
Cada capítulo de este unitario presenta un nuevo "botín" (robo) basado en las historias reales de famosos casos policiales que, por el modus operandi o por la importancia del "botín" hayan adquirido notoriedad pública, y que hayan ocurrido tanto en la Argentina como en otros países del mundo. En la mayoría de los capítulos, al final se cuenta qué sucedió con los implicados en los robos y si los casos tuvieron resolución.

## Episodios
Al narrar distintos casos e historias que inician y concluyen en cada capítulo semanal, el unitario no tuvo un reparto fijo, sino que cada episodio contaba con un elenco diferente. A lo largo de la historia se pudieron apreciar a grandes figuras de la televisión argentina.
|        |                              | |                                                                                              | |
| Número | Nombre                       | Protagonistas (por orden de aparición)                                                                           | Actuaciones Especiales                                                                       | Trama |
| 01     | Los cuatro reyes magos       | Lito Cruz (†) Raúl Rizzo Luis Machín Carlos Belloso Diego Peretti Rodrigo de la Serna                            | Daniel de Vita                                                                               | Una historia narrada por "el perro" (Cruz) a un inspector de la policía encubierto (Raul Rizzo) que va al bar del Perro a buscar un arma, pero con verdaderas intenciones de saber la verdad sobre el caso, en dónde cuatro personas, Buitre (Belloso) Lito (Machín) Tano (Peretti) y Enzo (De la Serna) que roban un banco en una noche de reyes haciendo un túnel, desde una farmacia a cuarenta metros, a pesar de conflictos internos causados por la agresividad de Buitre y su desconfianza a la amante de Enzo que ponen en riesgo la operación. |
| 02     | Autocontrol                  | Leonor Manso Tina Serrano Nicolas Cabré Fernan Mirás Carlos Belloso Nancy Dupláa                                 | Manuel Vicente Gonzalo Urtizberea Daniel Valenzuela                                          | Un ladrón de coches llamado Quique (Miras) no puede retirarse ya que su antiguo jefe (Belloso) le tiende una trampa a su ingenuo hermano (Cabre) provocando que este asesine a una persona. La misión para Quique es : robar un auto y cambiarlo por otro para matar a un adinerado empresario (Vicente) y de no cumplir, delatarian al hermano con el video del difunto a la policía. Quique buscará ayuda de su exnovia (Duplaa) y su amigo para salvar a su hermano. Mientras tanto, Raquel y Amelia (Manso) (Serrano) hablan en su cadillac de todos los robos que ocurrieron en esa época en el país. |
| 03     | Casino Premium               | Manuel Vicente Rodrigo de la Serna Luis Luque Leticia Bredice Luis Machín Norman Briski                          | Luis Sabatini Wálter Echeverry Eva Adonaylo Fernando Sureda Fernando Sovieri                 | D´angelo (Luque) dueño de un casino le gana una importante apuesta a un empleado, adicto al juego Ignacio (De la Serna) quitándole absolutamente todo: títulos, casa, incluso a su hermosa novia (Bredice) haciéndolo terminar en un manicomio. Mientras le cuenta su historia al doctor de allí (Vicente) conoce a un fracasado y loco pero talentoso ingeniero en física (Briski) genial para adivinar los números de la ruleta para reventar la banca del casino y una nada ruidosa bomba para escapar y con su ayuda y con la de uno de los locos cabecillas del grupo (Machín) iniciará su venganza. |
| 04     | Bailarina en rosa y verde    | Lito Cruz (†) Joaquin Furriel Fernan Mirás Javier Lombardo Natalia Oreiro                                        | Mario Alarcón Atilio Veronelli Pedro Segni Luciano Suardi Atilio Pozzobón (†) Mucio Manchini | Un fracasado periodista (Furriel) recibe la gran oportunidad de una exclusiva con el famoso reo, Oscar Capomastro (Cruz) desde la cárcel sobre un misterioso cuadro buscado por años, intento de varios policías de persuadir al gran Capomastro para que les diga dónde esta y como el, con un grupo especializado de ladrones (Lombardo, Oreiro, Miras) hicieron la difícil tarea de robar esculturas, incluida esta: "La bailarina en Rosa y Verde" de Edgar Degas y saldar una deuda muy importante que él tenía con personas bastante peligrosas en el año 1980, en la época de los militares. |
| 05     | Lisy                         | Diego Peretti Rodrigo de la Serna Julieta Diaz                                                                   | Oscar Ferreiro (†) Marta Betoldi Horacio Peña Luis Machín                                    | Dos hermanos peleados a muerte (Peretti, De la Serna) se enteran de que su papá (Ferreiro) en coma a punto de morir y les va a dar una herencia para salvar sus fracasadas vidas. Además conocen a su última amante y gran cuidadora Lisy (Diaz) Se complicará ya que uno de ellos, sospecha de la enigmática Lisy de querer matar a su padre para cobrar rápido la herencia, engatusando al otro hermano y el complicado deseo de venganza oculto entre los hermanos por las vidas horribles que les hizo sobrellevar a ambos y la madre, quien murió a causa de él. |
| 06     | El silencio de Julia         | Nacha Guevara Arturo Puig Joaquin Furriel                                                                        | Marcela Ruiz Juan Vitali Carlos Garric                                                       | Julia (Guevara) cuenta los terribles acontecimientos que le tocó vivir tres años antes: estaba festejando su cumpleaños en compañía de sus amigos cuando uno de ellos (Puig) le presenta a un atractivo taxi boy (Furriel) para que pase la "mejor noche de su vida" la cual, paradójicamente, acabaría convirtiéndose en la peor pesadilla. Al día siguiente, se suponía que Julia cobraría una alta suma de dinero por la venta de su casa. Además, descubrirá un oscuro secreto de su fallecido esposo (Vitali). |
| 07     | Poliladrones                 | Raúl Rizzo Oscar Ferreiro (†) Rodrigo de la Serna Luis Machín Belen Blanco Pablo Cedrón (†)                      | Antonio Ugo (†) Martín Orecchio Martín Slipak Mario Paolucci                                 | Un Policía (De la Serna) junto con sus amigos (Cedrón, Machín) son ladrones buscados por varios robos. Comenzarán a caer lentamente cuando casualmente uno de los guardias del supermercado que iban a robar (Orecchio) es casualmente compañero de brigada del Poli-Ladrón, reconociendolo. Al verse obligado a matar al guardia inexperto, los tres ladrones se veran pisados los talones por los comisarios y líderes del Poli-Ladrón (Rizzo, Ferreiro) |
| 08     | Muerto otra vez              | Inés Estévez Daniel Fanego Leticia Bredice                                                                       | Regina Lamm Silvina Bosco(✝)                                                                 | Una pareja con problemas económicos y familiares (Estévez, Fanego) se rompe tras un accidente en avión en la que muere el marido, dejando desconsolada, insana y con varios intentos de suicidio a la pobre mujer, pero este en realidad resulta no estar muerto, aprovecha la caída del avión para cobrar el seguro de vida e iniciar una nueva vida en Córdoba junto con la recepcionista (Bredice). La esposa, ya insana, se volverá loca y buscará a su marido hasta el fin hasta volverlo loco y no aguante más por hacerla sufrir. |
| 09     | Las mejicanas                | Juan Darthés Eugenia Tobal Manuel Vicente Mercedes Funes Carina Zampini                                          | Alejandra Quevedo Jorge Varas                                                                | Dos mujeres (Zampini y Funes) que fueron seducidas y abandonadas por su atractivo exjefe (Darthés), alto ejecutivo de una empresa, pretenden vengarse de él advirtiendo a su pareja de ese momento (Tobal) que correrá la misma suerte que ellas y se proponen convencerla de que las ayude a robar una gran cantidad de dinero de la caja fuerte de dicha empresa que está bajo la responsabilidad del inescrupuloso amante. Las cosas se complican aún más cuando la novia se entera de que está embarazada y se lo comunica al futuro padre. |
| 10     | Feliz año nuevo, mi amor     | Leticia Bredice Federico D'Elía Paola Krum                                                                       | Héctor Nogues                                                                                | Un hombre (D´elia) es robado en año nuevo, pero es solo una mentira. Este le cuenta a su esposa (Bredice) verdaderamente que paso. El esposo en realidad mataba a su casi amante (Krum) después de conocerse hace un año ya que ella es la esposa de su jefe (Nogues) quien elige a otro como socio cercano y no al como se lo había prometido. Y el amante quiere sed de venganza uniéndose a ella, pero surgieron problemas entre ellos. |
| 11     | Acorralados                  | Nicolás Cabré Celeste Cid Luis Machín Mónica Scapparone Mercedes Funes                                           | Vivian El Jaber Nilda Raggi Néstor Sánchez                                                   | El "Corralito" en la Argentina del 2002, impide a dos hermanos (Cabré, Cid) recoger su dinero para salvar a su padre. El hermano trata de forzar a un CEO del banco llamado Oscar (Machín) pero no lo logra. Por eso ambos se infiltran en el country del CEO, y amenazan a su esposa (Scapparone) y a la mucama (Vivian el Jaber) de muerte acorralando en su casa si el adinerado hombre no consigue el dinero. |
| 12     | Un millón y medio de razones | Raúl Rizzo Arturo Puig Carlos Calvo (†) Rodolfo Ranni Natalia Lobo                                               |                                                                                              | Tres hombres (Ranni, Puig, Calvo) se reúnen frecuentemente para fumar habanos y conversar. Uno de ellos, Mateo (Calvo) les comenta que su jefe, un rico hombre de negocios (Rizzo), posee un millón y medio de dólares en la caja fuerte de un banco. Mateo les comenta que él podría extraer ese dinero si quisiera ya que es una de las cuatro personas que tiene acceso a dicha caja por contar con la absoluta confianza del empresario. Sus amigos le proponen, entonces, robar la plata pero él es un hombre honesto y se niega a eso. Sin embargo, ellos están decididos a apropiarse de la importante suma y, para eso, le quitan su tarjeta magnética sin que él se diera cuenta. Pero las cosas se les complican cuando Mara (Lobo), empleada y amante del millonario, descubre sus planes exigiéndoles la mitad del dinero a cambio de su silencio. |
| 13     | El diario de Carla           | Graciela Borges Belén Blanco Arturo Puig Nicolas Cabré Alejo Ortiz                                               |                                                                                              | Un año antes, los padres de Carla (Blanco) tuvieron un grave accidente automovilístico falleciendo el padre y sobreviviendo la madre (Borges), a quien la hija odia habiendo preferido que muriera ella en lugar de su progenitor. La madre hace todo lo posible para ganarse el afecto de su hija, sin conseguirlo. El novio de Carla (Cabré) sospecha que ella lo engaña con otro hombre pues encuentra un diario escrito por la joven que le hace dudar de su fidelidad. Un día, Carla es secuestrada. El raptor (Ortiz) pide por su liberación una gran suma de dinero que la madre de la chica se desespera por conseguir con la ayuda de su pareja de ese entonces (Puig) pero en esta historia casi nada es lo que parece. |
| 14     | No importa porque yo te amo  | Nacha Guevara Carola Reyna Diego Peretti Daniel Fanego Nahuel Perez Biscayart Edgardo Moreira Oscar Ferreiro (†) | Antonio Ugo (†) Carlos Roffé (†) Pietro Gian Darío Levy Víctor Hugo Carrizo (†)              | El famoso caso Ramallo, contado, cinco años después de ocurrir, por una mujer rehén en el banco (Reyna) a una periodista de un famoso programa (Guevara) contando como ella y su esposo (Moreira) y otras personas allí presentes sufrieron dentro del banco por culpa de tres ladrones (Biscayart, Fanego, Peretti) y las grandes sospechas de que un comisario este ayudandolos a progresar con el robo (Ferreiro). Con el correr del tiempo y mientras más policías acorralaban todas las salidas de los ladrones, empieza a haber mucho nerviosismo, locuras, y desconfianza de uno de los ladrones por el comisario, que piensa que solo es una trampa, y los dejará abandonados a su suerte. |

## Premios

### Premios Martín Fierro
| Año  | Categoría                             | Receptor                                                                                                   | Resultado |
| ---- | ------------------------------------- | --- | --------- |
| 2005 | Mejor Unitario y/o Miniserie          | Mejor Unitario y/o Miniserie                                                                               | Nominado  |
| 2005 | Mejor Director                        | Jorge Nisco Sebastián Pivotto                                                                              | Nominados |
| 2005 | Mejor Autor / Libretista              | Marcos Carnevale                                                                                           | Nominado  |
| 2005 | Mejor Actor - Unitario y/o Miniserie  | Diego Peretti Cap: «Los cuatro reyes magos»; Cap: «Lisy» y Cap: «No importa porque yo te amo»              | Ganador   |
| 2005 | Mejor Actor - Unitario y/o Miniserie  | Rodrigo de la Serna Cap: «Los cuatro reyes magos»; Cap: «Casino Premium» Cap: «Lisy» y Cap: «Poliladrones» | Nominado  |
| 2005 | Mejor Actriz - Unitario y/o Miniserie | Carola Reyna Cap: «No importa porque yo te amo»                                                            | Nominada  |
| 2005 | Mejor Actriz - Unitario y/o Miniserie | Inés Estévez Cap: «Muerto otra vez»                                                                        | Ganadora  |
| 2005 | Mejor Actriz - Unitario y/o Miniserie | Nacha Guevara Cap: «El silencio de Julia» y Cap: «No importa porque yo te amo»                             | Nominada  |

### Premios Clarín
| Año  | Categoría                | Receptor                      | Resultado |
| ---- | ------------------------ | ----------------------------- | --------- |
| 2005 | Mejor Ficción Unitaria   | Mejor Ficción Unitaria        | Nominada  |
| 2005 | Mejor Director           | Jorge Nisco Sebastián Pivotto | Nominados |
| 2005 | Mejor Autor / Libretista | Marcos Carnevale              | Nominado  |
| 2005 | Mejor Actor - TV         | Diego Peretti                 | Ganador   |
| 2005 | Mejor Actor - TV         | Rodrigo de la Serna           | Ganador   |